# شاهدخت سوفیای اسپانیا
شاهدخت سوفیا اسپانیا (به اسپانیایی: Sofía de Borbón y Ortiz‎) دختر دوم فلیپه ششم و شاهزادهٔ اسپانیا است.